# Amathusia ochrotaenia
Amathusia ochrotaenia är en fjärilsart som beskrevs av Lambertus Johannes Toxopeus 1951. Amathusia ochrotaenia ingår i släktet Amathusia och familjen praktfjärilar. Inga underarter finns listade i Catalogue of Life.